# Europs impressus
Europs impressus es una especie de coleóptero de la familia Monotomidae.

## Distribución geográfica
Habita en Brasil.